# 鈴木FB族引擎
鈴木FB族引擎乃由日本鈴木公司1961年10月至1987年11月之間開發、製造的全鋁製二衝程引擎，用以搭載輕型車上。此族引擎常因不同車款的底盤代號衍生不同的名稱，直到1970年前期鈴木公司才統一了引擎命名方式。

## FB型
排氣量359c.c.的FB型為氣冷式、單化油器、直列二缸之佈局，缸徑61.0mm、行程61.5mm，壓縮比6.0：1，最大馬力為21ps / 5,500rpm、扭力峰值3.2kg·m / 3,700mm。1965年6月隨著鈴木Carry改款，LC20型引擎運用了新開發的CCI分離潤滑技術（Cylinder Crankshaft Injection之縮寫）：機油幫浦採「一進多出」的設計，同時可將機油打入氣缸和曲軸達到潤滑效果。1966年第三代Carry上市，LC30型改為橫置式。為此啟動器與發電機併成一組，直接置於曲軸前方。
1969年第四代Carry問世，亞型L40型引擎非但配置針閥、三國30 PHD型化油器，馬力也更為提升至25ps / 6,000rpm。此外，這具亞型LC40型亦搭載於第一代鈴木Jimny。1971年元月原廠發表全新CCIS分離潤滑技術（Cylinder Crank Injection and Selmix），使得馬力提高至27ps / 6,000rpm、扭力峰值36N·m / 5,000rpm。亞型LC40型不包含變速系統的重量僅有50公斤，1971年4月開始也搭載於第四代Carry。1972年8月當第五代Carry問世時改成水冷式L50型引擎，故氣冷式的FB型引擎不再生產。車型：
- 1961年-1965年：第一代鈴木Suzulight Carry FB/FBD
- 1965年-1969年：第二代鈴木Suzulight Carry L20/L21
- 1966年-1969年：第三代鈴木Carry L30/L31
- 1969年-1972年：第四代鈴木Carry L40/L41
- 1970年-1972年：第一代鈴木Jimny LJ10

## FE型
1963年原廠推出前置前驅版的第二代鈴木Suzulight廂型車，其搭載的引擎命名為FE型，採取直列二缸強制氣冷式二衝程之佈局。排氣量為359c.c.，缸徑61.0mm、衝程61.5mm、壓縮比6.4：1。最大的改良在於鈴木開發的SELMIX分離潤滑技術（セルミックス），最大馬力21ps / 5,000rpm。另外有一亞型命名為FEB型，並未具備SELMIX分離潤滑技術。1965年10月最大馬力22ps / 5,000rpm、最大扭力3.1kg·m / 3,500rpm的新亞型引擎出現，運用新開發的CCI分離潤滑技術（Cylinder Crankshaft Injection）。
1963年5月舉辦的第1屆日本大獎賽C-1級比賽中，賽車手望月修及隊友藤田晴久駕著鈴木Fronte FEA分別奪下第1、2名；與駕著速霸陸360的第3名村岡三郎相差近1分鐘。車型：
- 1963年-1969年：第二代鈴木Suzulight FE/FEB/FE2/FE3
- 1963年-1967年：第一代鈴木Fronte FEA

## L50型
排氣量同為359c.c.的L50型出現在1972年5月問世的鈴木Jimny，不同的是自氣冷式改成水冷式，而缸徑為61.0mm、衝程為61.5mm。最大馬力提升到28ps / 5,500rpm、峰值扭力3.7kg·m / 5,000rpm；1974年5月曾微調，最大馬力降至26ps / 5,500rpm；1975年12月原廠開發出符合更嚴格廢氣排放標準的版本，但是最大馬力降至25ps / 5,500rpm，最大扭力改為3.8kg·m / 4,500rpm；同時這個版本的引擎也是為了1975年2月1日日本市場引進無鉛汽油做準備。1976年1月日本實施輕型車規格改制，放寬引擎排氣量至550c.c.，所以L50型到同年7月正式停產，改以LJ50型取代。車型：
- 1972年-1976年：第五代鈴木Carry L50/L50V
- 1972年-1973年：第二代鈴木Fronte Van LS20
- 1973年-1976年：第四代鈴木Fronte Hatch LS30
- 1972年-1976年：第一代鈴木Jimny LJ20

## L60型
排氣量446c.c.、水冷式設計的L60型引擎之產量十分稀少，且專門用於外銷。缸徑為68.0mm，行程則是61.5mm，可輸出最大馬力29hp / 5,500rpm、扭力峰值4.0kg·m / 5,000rpm。車型：
- 1975年-1976年：第五代鈴木Carry L60/L61/L60V

## LJ50型
排氣量539c.c.、水冷式直列三缸、二衝程設計的LJ50型引擎算是L50型的昇級版，其缸徑61.0mm、行程61.5mm、壓縮比6.0：1，仍運用CCI分離潤滑技術，搭配VCI 30-25型化油器後的馬力輸出分成：
- 外銷版：最大馬力33hp / 5,500rpm、最大扭力5.85kg·m / 3,500rpm[6]。
- 日規版：最大馬力28ps / 4,500rpm、最大扭力5.3kg·m / 3,000rpm。

車型則有：
- 1975年-1981年：第一代鈴木Jimny 55 SJ10/LJ50/LJ50V
- 1976年：第六代鈴木Carry 55 ST10/ST11
- 1976年-1979年：第六代鈴木Carry Wide ST20
- 1976年-1979年：第四代鈴木Fronte Hatch55 SH10
- 1979年-1980年：第七代鈴木Carry ST30/ST31
- 1981年-1987年：第二代鈴木Jimny SJ30
- 1985年-1986年：第八代鈴木Carry DA81T

## T5系

### T5A型
1976年元月1日日本當局頒布新的輕型車規格，原廠開發出能對應更嚴格的廢氣排放標準的T5A型引擎，所有的機械規格參數與LJ50型相同，可輸出最大馬力28ps / 5,000rpm、扭力峰值5.3kg·m / 3,000rpm。為了順利通過昭和53年度廢氣排放標準，原廠採用「TC-53二段觸媒裝置」，配置雙重蜂巢結構的酸化觸媒，以氣壓幫浦二次供應空氣，以淨化二衝程引擎的尾氣。車型：
- 1977年-1979年：第四代鈴木Fronte7-S SS20
- 1977年-1982年：第一代鈴木Cervo SS20

### T5B型
1979年5月T5B型問世，跟T5A型的差異在於T5B型為前置前驅，T5A型則是後置後驅；而且T5B型之最大馬力28ps / 5,500rpm（扭力峰值不變）。不過，1981年起T5B型便停產。車型：
- 1979年-1981年：第一代鈴木Alto SS30V
- 1979年-1981年：第五代鈴木Fronte SS30S